# The Reflex
The Reflex è un singolo del gruppo musicale britannico Duran Duran, pubblicato nell'aprile 1984 come terzo estratto dall'album Seven and the Ragged Tiger.

## Il brano
Non essendo pienamente soddisfatti della versione presente su disco, il gruppo decise di affidare il remix per il singolo a Nile Rodgers degli Chic, che aveva già lavorato in Let's Dance di David Bowie, che in quel periodo ispirò molto i Duran Duran. Fu la prima collaborazione di Rodgers con la band, proseguita con il successivo singolo The Wild Boys e l'album Notorious.

## Video musicale
Il videoclip del brano è stato girato in gran parte al Maple Leaf Gardens di Toronto, in Canada, il 5 marzo 1984, durante il Sing Blue Silver Tour.
Il regista Russell Mulcahy girò alcuni filmati nel pomeriggio e il resto durante il concerto della band. Nel video, mentre i Duran Duran si esibiscono sul palco, è posizionato sopra di loro uno schermo che manda in onda varie immagini. Ad un certo punto, una cascata generata in computer grafica sembra uscire dallo schermo per bagnare il pubblico.
Alcune scene del video sono state riadattate per il film concerto Arena: An Absurd Notion, anche questo diretto da Russell Mulcahy.

## Successo in classifica
The Reflex divenne il maggior successo commerciale del gruppo. Fu il loro secondo singolo capace di scalare la vetta della classifica britannica, dopo Is There Something I Should Know? nel 1983, oltre che l'ultimo a riuscirci. Negli Stati Uniti fu invece il loro primo singolo ad arrivare in cima alla Billboard Hot 100, risultato che sarà ripetuto solo da A View to a Kill nel 1985.

## Tracce
7" Single
1. The Reflex – 4:23
2. Make Me Smile (Come Up and See Me) (Live) – 4:54

12" Maxi
1. The Reflex (Dance Mix) – 6:32
2. The Reflex (The Dance Mix-Edited) – 4:25
3. Make Me Smile (Come Up and See Me) (Live) – 4:54

- Le tracce dal vivo sono state registrate all'Hammersmith Odeon di Londra il 16 novembre 1982

## Formazione
Duran Duran
- Simon Le Bon – voce
- Andy Taylor – chitarra
- John Taylor – basso
- Nick Rhodes – tastiera
- Roger Taylor – batteria

Altri musicisti
- Raphael Dejesus – percussioni
- Mark Kennedy – percussioni
- Michelle Cobbs – cori
- B.J. Nelson – cori

## Classifiche
| Classifica (1984) | Posizione massima |
| ----------------- | ----------------- |
| Australia         | 4                 |
| Austria           | 11                |
| Belgio (Fiandre)  | 1                 |
| Canada            | 3                 |
| Europa            | 1                 |
| Finlandia         | 3                 |
| Francia           | 15                |
| Germania          | 8                 |
| Irlanda           | 1                 |
| Italia            | 11                |
| Nuova Zelanda     | 6                 |
| Paesi Bassi       | 1                 |
| Regno Unito       | 1                 |
| Spagna            | 14                |
| Stati Uniti       | 1                 |
| Svizzera          | 10                |